# Bibliothek der Freien Universität Bozen
Die Universitätsbibliothek Bozen (italienisch Biblioteca universitaria di Bolzano, englisch University Library of Bozen/Bolzano) ist – nach der Landesbibliothek „Dr. Friedrich Teßmann“ – zentrale Wissenschaftsbibliothek und wichtiger Dienstleistungsanbieter für die Forschung in Südtirol.

## Zweck
Die Bibliothek ist mit ihrem gedruckten und digitalen Medienbestand – vorwiegend in deutscher, italienischer, ladinischer und englischer Sprache – ein mehrsprachiges Informationszentrum für die Universität und die Region und stellt ihren Nutzern Informationen für Lehre, Forschung und lebenslanges Lernen zur Verfügung.
Sie hat ihren Sitz im Hauptgebäude der Freien Universität in Bozen (Universitätsplatz 1). Weitere Standorte gibt es in Brixen (Fakultät für Bildungswissenschaften, Regensburger Allee 16) und in Bruneck (Campus Bruneck, Enrico-Fermi-Straße 6).
Die Bibliotheken weisen jährlich etwa 600.000 Besucher, 675.000 Downloads und 150.000 Bücherausleihen auf.

## Geschichte
Bei der Gründung der Freien Universität Bozen am 31. Oktober 1997 standen noch keine angemessenen Gebäude zur Verfügung, diese wurden erst geplant und gebaut werden. In der Frühphase wurden die Bibliotheken daher provisorisch untergebracht: Während die Bibliothek am Hauptsitz in Bozen im ehemaligen Landeskrankenhaus (Altes Spital) in der Bozner Innenstadt Aufnahme fand, gab es am Standort Brixen ein entsprechendes Abkommen mit der Philosophisch-Theologischen Hochschule Brixen, deren Bibliothek erheblich erweitert und umgebaut wurde.
Für die neu gegründete Universität wurden an den Standorten Bozen und Brixen die Bibliotheken jeweils als Teil der Neubauten errichtet (Fertigstellung in Bozen 2003, in Brixen 2004). Am Standort Bruneck wurde 2013 ein gemeinsames Gebäude für die Universitätsbibliothek und für die Stadtbibliothek Bruneck errichtet. Seit 2017 bietet die Universitätsbibliothek auch im NOI Techpark Südtirol im Bozner Industriegebiet ihre Dienstleistungen für die Forschungsinstitute und Start-ups an.

## Organisation

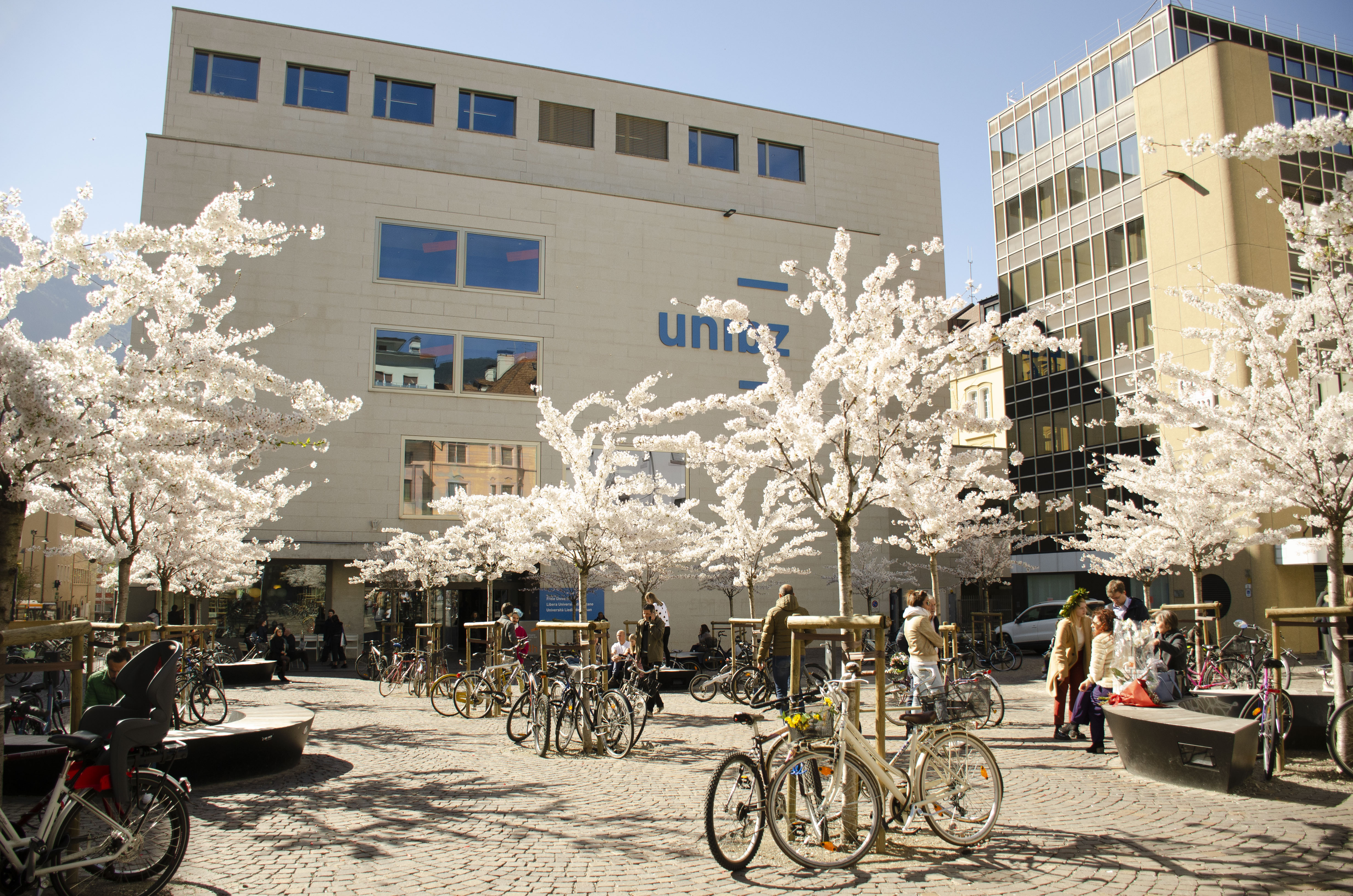
Universitätsgebäude in Bozen

Die Bibliothek besteht aus sechs standortübergreifenden Abteilungen:
- Management und Quality Management
- Online Services & Resources (Digitale Bibliothek)
- Subject & Liaison Librarians (Fachberatung und Unterstützung von Studierenden und Wissenschaftlern)
- Customer Service (nicht elektronische Bibliotheksdienstleistungen und Kundenservice)
- Media Processing (Erwerbung, Erschließung und Bereitstellung von Informationsträgern und Informationen)

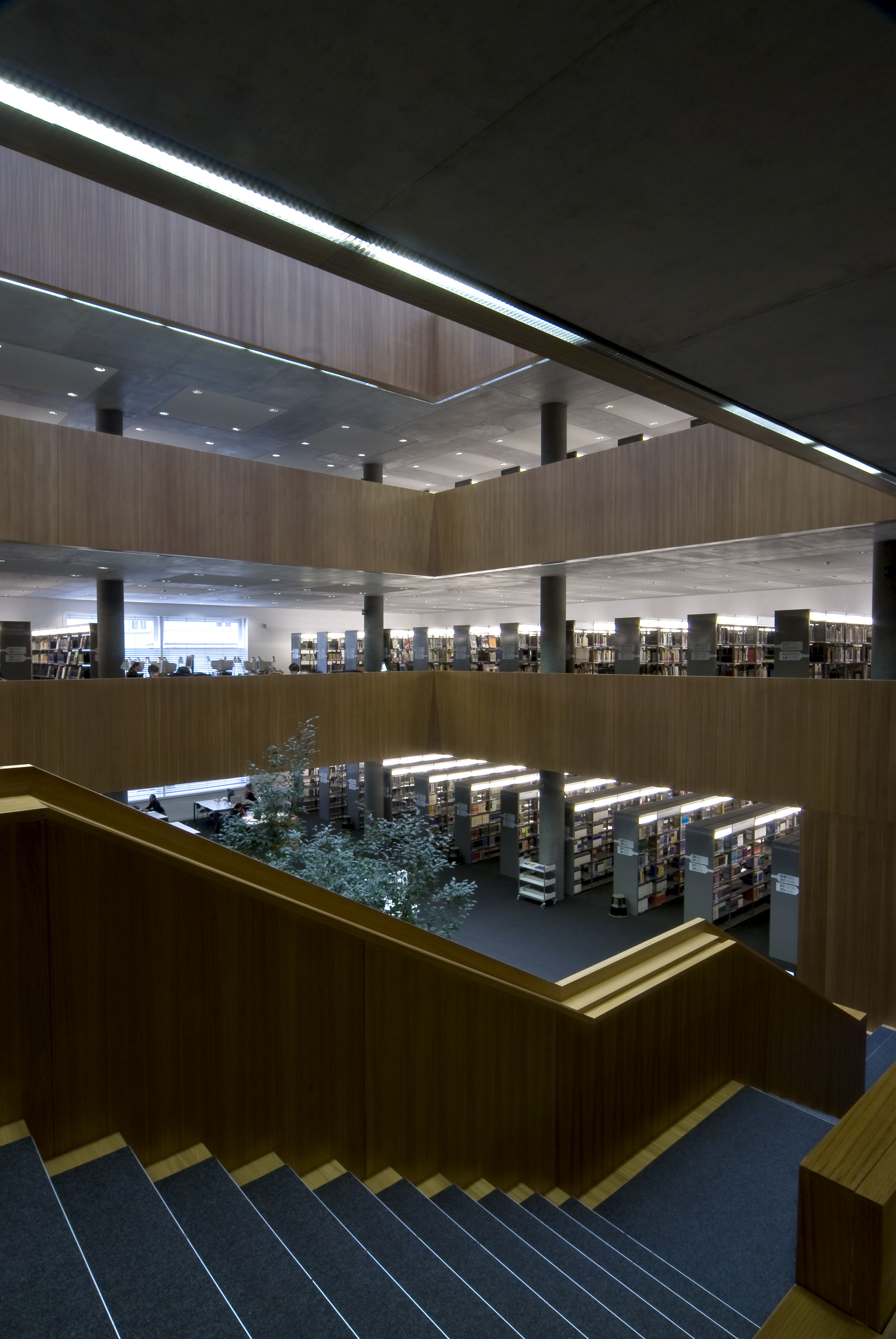
Universitätsbibliothek Bozen – Innenansicht

- Bozen-Bolzano University Press
- Rare Books and Manuscripts

## Aufgaben und Dienstleistungen
Die Hauptaufgabe der Universitätsbibliothek Bozen besteht darin, für Lehre, Forschung und lebenslanges Lernen bedarfsorientierte Informationen, Daten und Bestände zugänglich zu machen und entsprechende Dienstleistungen anzubieten.
Kernaufgaben dabei sind:
- der Ausbau der Digitalen Bibliothek,
- die Vermittlung von Informationskompetenz im Rahmen von Lehrveranstaltungen, zielgruppenorientierten Schulungen und Trainings,
- die Bereitstellung von unterschiedlichen Räumlichkeiten für differenzierte Lehr- und Lernformen,
- die Entwicklung von innovativen Dienstleistungen vor allem für die Forschung, aktive Mitarbeit in Forschungsprojekten und Vernetzung mit nationalen und internationalen Partnern.

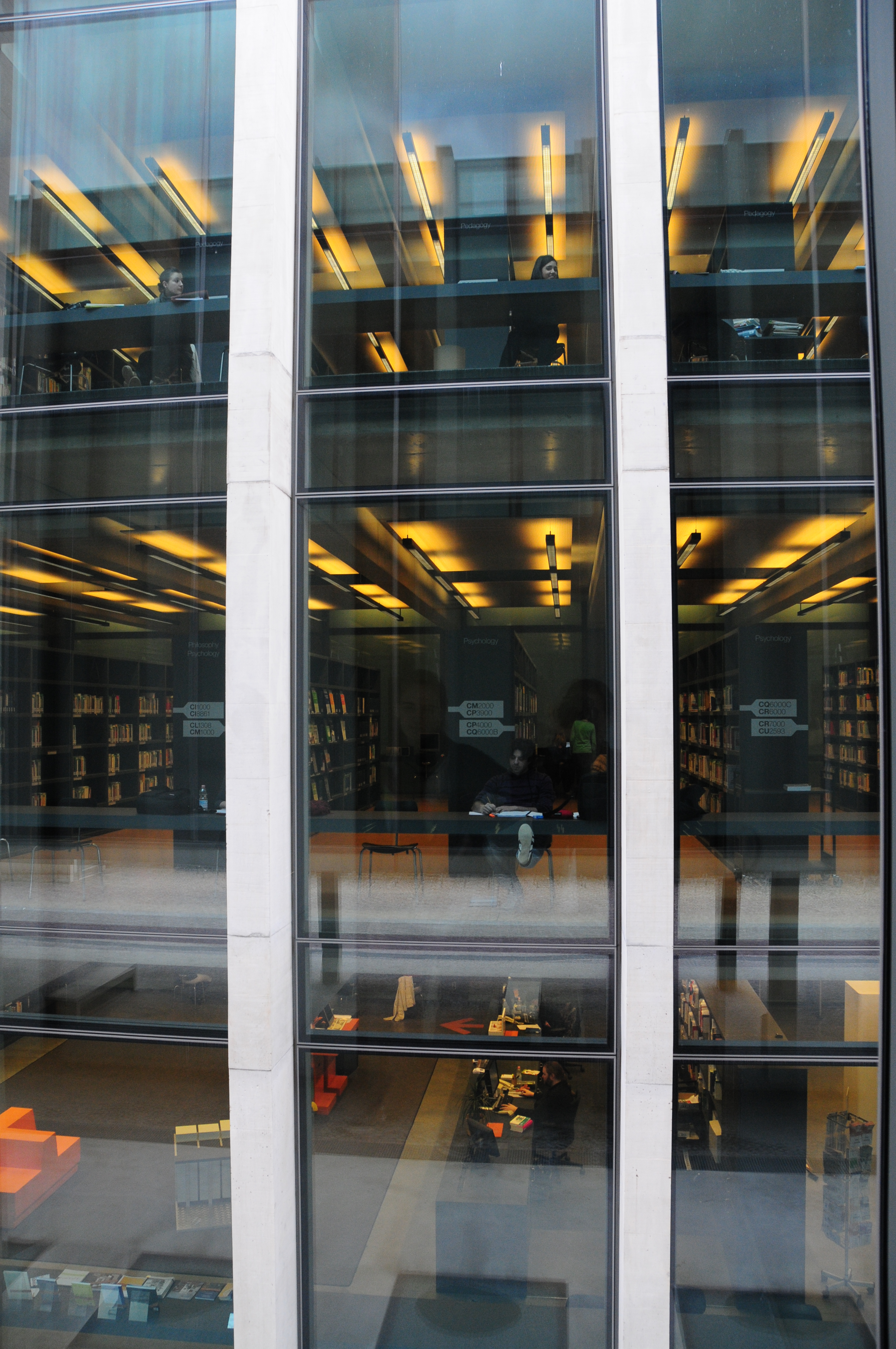
Universitätsbibliothek in Brixen

Die Bibliothek unterstützt die Forschungstätigkeit der unibz unter anderem mit folgenden Serviceangeboten: Support für das Forschungsinformationssystem, Institutionelles Repositorium Bozen-Bolzano Institutional Archive, Bibliometrie, Open Access – Publikationsfonds, Universitätsverlag bu,press, Vertragsabwicklungen mit externen Verlagen.
Zudem werden alle an der Freien Universität Bozen eingereichten Abschlussarbeiten mit einer von der Universitätsbibliothek zur Verfügung gestellten Plagiatssoftware geprüft.
Während des akademischen Jahres bleibt die Bibliothek in Bozen bis 24.00 Uhr geöffnet.
Studierende, die ihre Abschlussarbeit schreiben, Doktoranden und Dozenten erhalten auf Anfrage einen Sonderzutritt außerhalb der regulären Öffnungszeit. In Bruneck können die Studenten die Bibliothek an sieben Tagen von 8.00 bis 22.00 Uhr nutzen.
Medien, die nicht unmittelbar zur Verfügung stehen, können mittels Fernleihe und Dokumentlieferdienst angefordert werden.

## Wissenschaftsbibliothek Südtirol
Bestände offenlegen und im gemeinsamen Katalog sichtbar machen, das bibliothekarische Können vereinen, Ressourcen zum Gewinn für die Nutzer regional und überregional bündeln, daran arbeiten, dass alle Interessierten einfach und vollständig Fachinformationen finden – das ist das gemeinsame Ziel für die Partner der Wissenschaftsbibliothek Südtirol, welche von der Universitätsbibliothek verwaltet wird.
Die zunehmende Vernetzung kleinerer und größerer Wissenschafts-, Fach- und Museumsbibliotheken verbessert die Recherche- und Zugangsoptionen der in Südtirol verfügbaren wissenschaftlichen Literatur- und Informationsressourcen. Damit verbunden ist der kostenlose Medientransport zwischen den verschiedenen Partnerbibliotheken, die Ausleihe über einen einzigen Mitgliedsausweis und die Verwaltung der ausgeliehenen Medien über ein einziges Bibliothekskonto.
Die Bibliothek bietet dazu sowohl einen kostenlosen Kurierbetrieb zwischen den Standortbibliotheken als auch zwischen den einzelnen Standorten der Universitätsbibliotheken und folgenden öffentlichen Bibliotheken an: Schlandersburg in Schlanders, Vinschgau, Istitut Ladin „Micurà de Rü“ in St. Martin in Thurn im Gadertal und der Stadtbibliothek Meran.

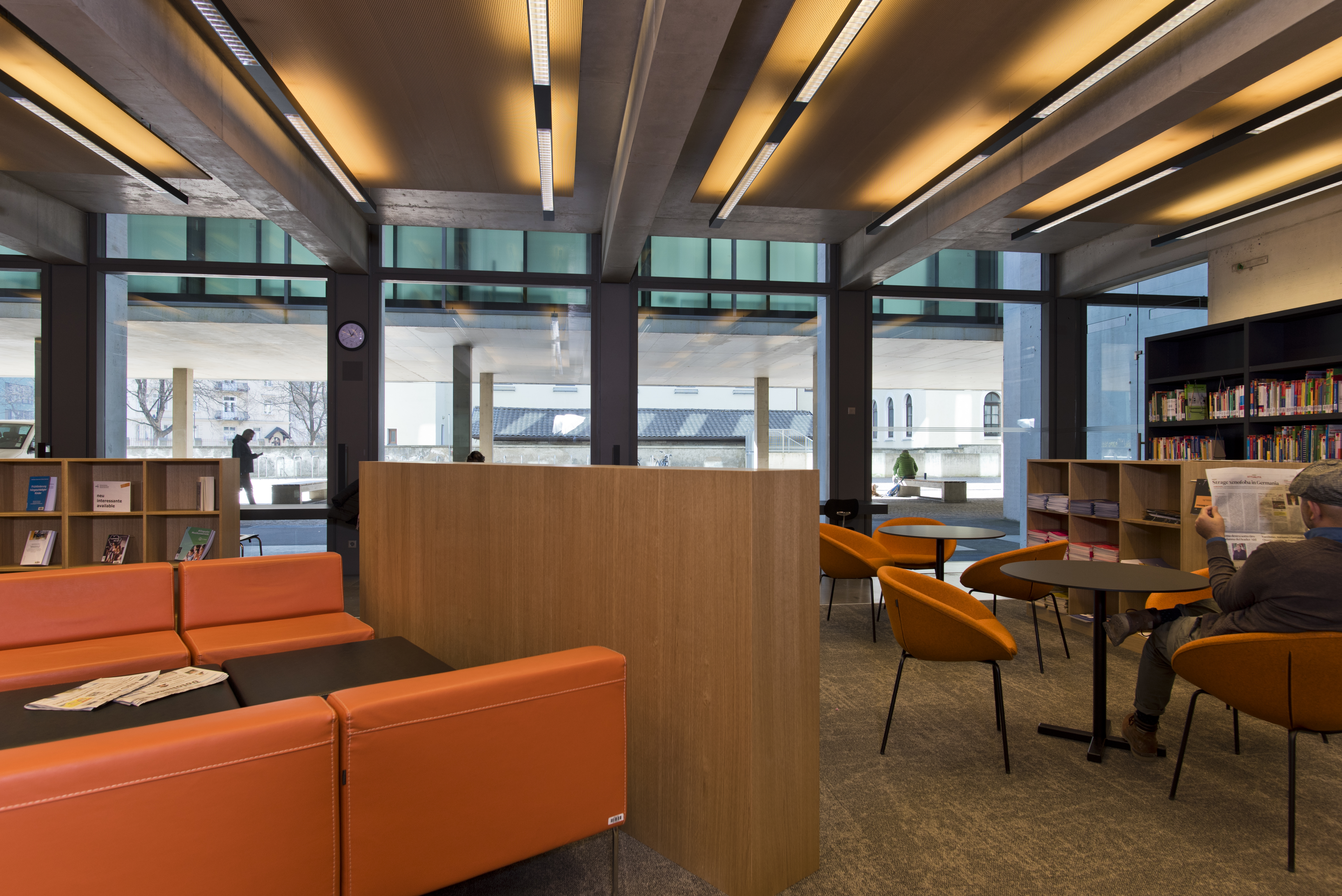
Universitätsbibliothek in Brixen – Innenansicht

Seit 1997 wurden im Rahmen des von der Stiftung Südtiroler Sparkasse finanzierten Projektes „Erschließung Historischer Bibliotheken“ die Buchbestände in zahlreichen Klosterbibliotheken, ausgewählten Pfarrbibliotheken und privaten Sammlungen in Südtirol katalogisiert. Von Beginn an wurden die Daten an der Freien Universität Bozen gehostet. 2016 ging die Inhaberschaft des umfangreichen Datenbestands an die Universitätsbibliothek Bozen über. Seit Ende 2017 sind die EHB-Daten in den Katalog der „Wissenschaftsbibliothek Südtirol“ integriert.

## Bestand und Fachbereiche der Bibliothek
Der Medienbestand der Bibliothek orientiert sich an Studien- und Forschungsgebieten besonderer Einrichtungen der Universität (Lernwerkstatt, Kompetenzzentrum für Inklusion, Kompetenzzentrum für Regionalgeschichte, Sprachenzentrum, Kompetenzzentrum Tourismus und Mobilität) sowie der fünf Fakultäten der Freien Universität Bozen (13 Bachelor- und 16 Masterstudiengänge und 7 Forschungsdoktoratsprogramme, EduSpaces mit Lernwerkstatt und Forschungs- und Dokumentationszentrum für Südtiroler Bildungsgeschichte; Stand August 2019).
Die Lernwerkstatt als Teil der EduSpaces ist räumlich in die Bibliothek am Standort in Brixen integriert. Seit 2015 dient die Plattform Virtuelle Lernwerkstatt der Recherche der bereitgestellten Materialien.
Aufgrund der Dreisprachigkeit der Freien Universität Bozen haben Medien in deutscher, englischer und italienischer Sprache den Vorrang. Bei der Erwerbung setzt die Bibliothek seit Jahren auf den Einsatz von Approval Plans (automatisierte Auswahl und Erwerbung von Medien) und Patron-Driven-Acquisition (kundengesteuerte Erwerbung).
Der Bestandsaufbau erfolgt in folgenden Fachgebieten: Wirtschaftswissenschaften, Rechtswissenschaften, Agrarwissenschaften, Ingenieurwesen, Pädagogik, Psychologie, Soziologie, Informatik, Kunst und Linguistik. Zusätzlich werden Medien aus den wissenschaftlichen Randbereichen und Medien für den Spracherwerb angekauft.
Die Medien der Universitätsbibliothek sind als Freihandbestand gemäß der Regensburger Verbundklassifikation (RVK) aufgestellt. Der gesamte Medienbestand kann im Online-Katalog recherchiert werden.
2012 wurde der Metakatalog abgelöst und durch ein Discovery-System ersetzt, das die Möglichkeit bietet, mit einer Suchanfrage sowohl elektronische als auch gedruckte Medien zu finden. Damit wurde „Die Wissenschaftsbibliothek Südtirol“ als Plattform und bibliotheksübergreifender Suchkatalog in einem neuen, modernen Layout realisiert und für die Nutzung auf allen mobilen Endgeräten angepasst. 2013 wechselte die Universitätsbibliothek das Bibliothekssystem. Sie nahm an dem Early Adopter Programm von Ex Libris teil und ging als erste europäische Bibliothek mit Alma von Ex Libris online.

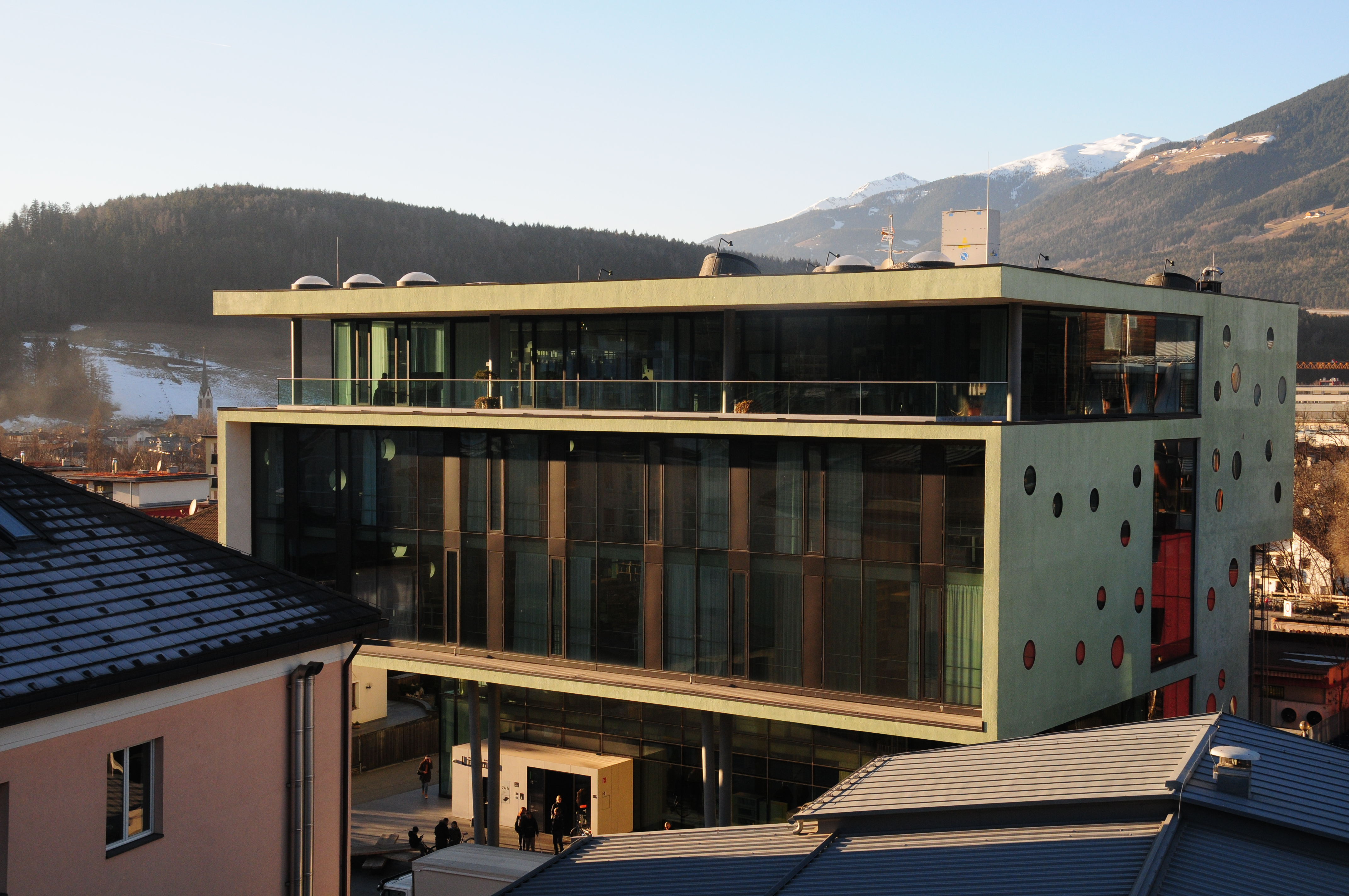
Stadt- und Universitätsbibliothek Bruneck

## Angebot (Stand 15. März 2021)
- 295.442 Bücher und Non-Book Material
- 459.009 E-books
- 132.991 E-Journals & E-Resources
- 338 E-Collections
- 1.243.357 Downloads
- 391.928 Suchanfragen in PRIMO
- 201 Stunden Beratung und Informationskompetenz (1.257 Teilnehmer)

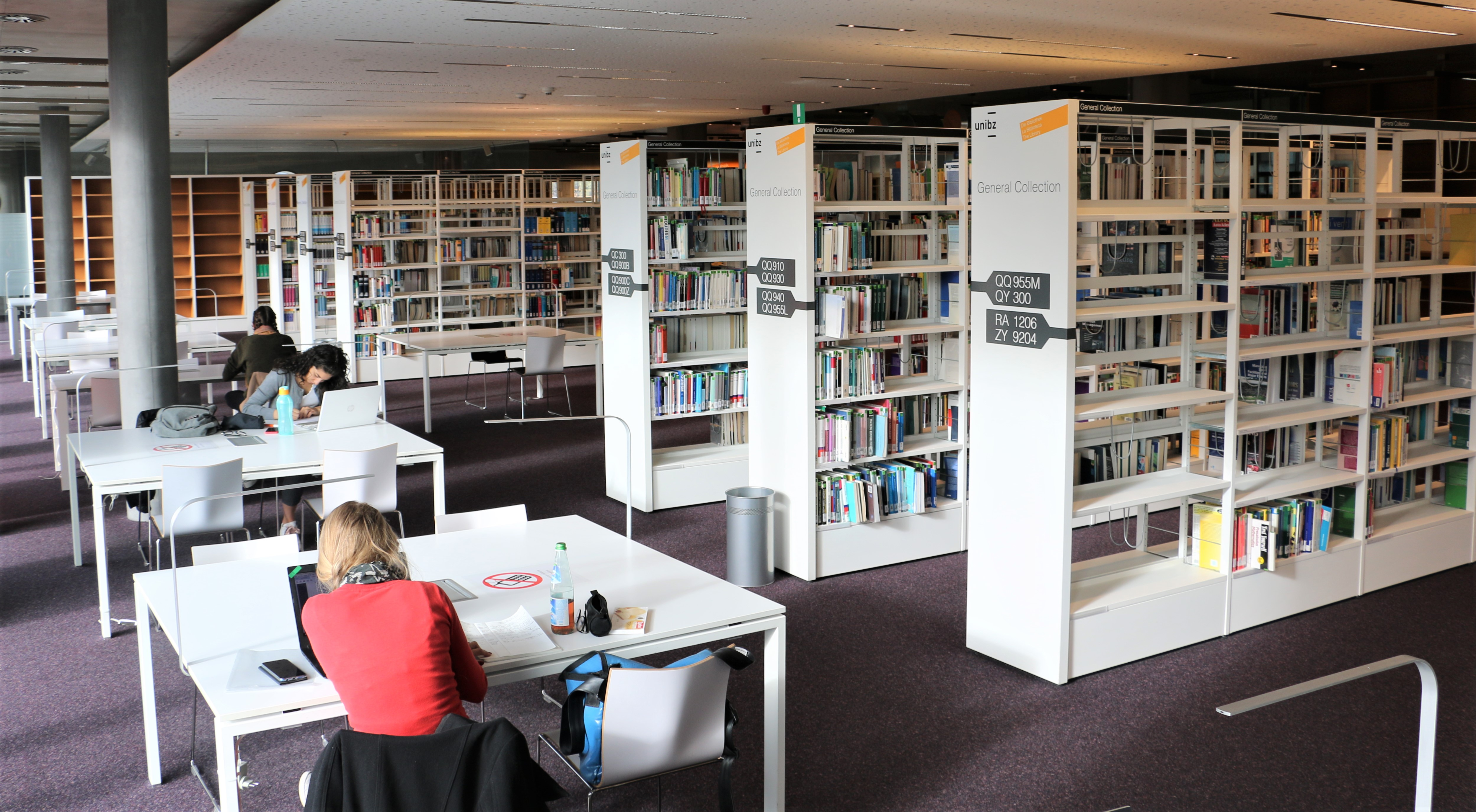
Universitätsbibliothek in Bruneck – Innenansicht

- 126.458 Bibliotheksbesuche
- 2.540 Fernleihbestellungen
- 3 Standorte
- 8.253 m² Publikumsfläche
- 936 Sitzplätze
- 182 Ausleihbare NotebooksUniversitätsbibliothek in Bruneck – Innenansicht

## Ranking
Wie andere wissenschaftliche Bibliotheken nutzte auch die Universitätsbibliothek Bozen das Benchmarking-System für wissenschaftliche Bibliotheken, den so genannten BIX-Bibliotheksindex (2015 eingestellt), zur eigenen Positionierung und zur Verbesserung der Dienstleistungen. Bei der jeweiligen Leistungsmessung ging es um eine genaue Analyse und Auswertung der Leistungsdaten in den vier Bereichen Angebot und Ausstattung, Kundenorientierung, optimaler Einsatz der Sach- und Personalressourcen sowie Entwicklung.
- 2015: 3,5 Sterne beim BIX (Bibliotheksindex)
- 2014: 4 Sterne beim BIX (Bibliotheksindex)
- 2013: 3,5 Sterne beim BIX (Bibliotheksindex)
- 2012: 4 Sterne beim BIX (Bibliotheksindex)
- 2008, 2009, 2011: 2. Platz beim BIX (Bibliotheksindex)
- 2010: 3. Platz beim BIX (Bibliotheksindex)